# Caroline Randall Williams
Caroline Randall Williams (24 de agosto de 1987 ) é autora, poetisa e acadêmica americana, mais conhecida pelo livro de receitas Soul Food Love, de 2015, co-escrito com sua mãe, a autora Alice Randall, publicado pela Random Casa. O livro recebeu o Prêmio NAACP Image em Literatura (Instrucional), em fevereiro de 2016.
Lucy Negro, Redux, seu livro de poesia, foi publicado em 2015 pela Ampersand Books.  O livro foi adaptado como balé pelo Nashville Ballet.

## Biografia
Caroline é natural de Nashville, Tennessee, estudou e se formou na St. Paul's School (New Hampshire), em 2006. Mais tarde se formou na turma de 2010 da Universidade de Harvard. Após sua formatura, trabalhou dois anos como instrutora no programa Teach for America. Em 2015, recebeu um MFA (Mestre de Belas Artes) em escrita criativa da Universidade do Mississippi. Ela é filha de Alice Randall e Avon Williams III.
Caroline Williams é bisneta de Arna Bontemps, poeta afro-americano, romancista e membro notável do Harlem Renaissance, e neta de Avon Williams, advogado de Nashville e líder chave do movimento dos direitos civis da cidade. Williams afirma que Edmund Pettus, senador americano do Alabama, oficial sênior do Exército dos Estados Confederados e Grande Dragão da Ku Klux Klan era seu tataravô Will. Caroline declarou: "As pessoas negras de onde venho foram possuídas e estupradas pelas pessoas brancas de onde venho".
Ela foi nomeada pela revista Southern Living como uma das "50 pessoas mudando o sul em 2015", em janeiro de 2015. Se juntou ao corpo docente da West Virginia University como professora assistente em 2015. Foi nomeada escritora residente na Fisk University em 2016. No outono de 2019, passou a fazer parte do corpo docente da Vanderbilt University como o Escritora-Residente de Medicina, Saúde e Sociedade.

## Livros

### Soul Food Love
O livro Soul Food Love: Healthy Recipes Inspired by One Hundred Years of Cooking in a Black Family, publicado pela Random House em 2015, é co-escrito por Caroline e por sua mãe, a romancista Alice Randall. De acordo com a editora, este livro conta a fascinante história familiar das autoras, onde espelha a de grande parte da América negra no século 20, explorando a relação muitas vezes tensa das mulheres afro-americanas com a comida, forjando um novo e poderoso caminho a seguir, que honra seu património cultural e culinário.

### Lucy Negro, Redux
Em 2015 foi publicado, pela Ampersand Books, o primeiro livro de poesia de Caroline. Descrito por Erica Wright em uma crítica que aparece na cena de Nashville como uma "coleção de poesia desafiadora de gênero (que) aposta na mais arriscada das arenas literárias, a vida pessoal de Shakespeare. Os poemas fazem isso com tanta coragem, música e honestidade que os leitores se encontrarão torcendo para que a teoria do poeta - a de que Shakespeare já teve uma amante negra e a imortalizou em versos - seja real."

#### Atitude: Lucy Negro Redux
Lucy Negro, Redux foi uma obra adaptada como balé, intitulado Attitude: Lucy Negro Redux, coreografado por Paul Vasterling  e estrelado pelo Nashville Ballet, em 8 de fevereiro de 2019 no Polk Theatre do Tennessee Performing Arts Center . Kayla Rowser dançou o papel de Lucy e Rhiannon Giddens executou a música. 

### O Diário de BB Bright, Possível Princesa
Livro co-escrito por Caroline e Alice Randall, publicado pela Turner Publishing Company em 2012. De acordo com a editora, o livro de fantasia de nível médio é o conto da aventura de uma jovem para passar no Teste Oficial da Princesa, descobrir um meio de escapar de sua ilha e revelar seu verdadeiro destino. O livro recebeu os seguintes prêmios: The NAACP Image Award for Youth Literature, 2013 (nomeação), Cybils Award in Middle Grade Fantasy, 2012 (nomeação)  e Phillis Wheatley Award for Young Adult da Harlem Book Fair . Leitores, 2013 (vencedor).

### Outra escrita notável sobre suas origens familiares
Em 2020, em meio às discussões nacionais sobre a remoção de estátuas de generais confederados e renomeação de bases militares dos EUA, Caroline escreveu um artigo para o New York Times, intitulado "Você quer um monumento confederado? Meu corpo é um monumento confederado." Nesse ensaio, ela afirmou, "os testes de DNA modernos me permitiram confirmar que sou descendente de mulheres negras que eram empregadas domésticas e homens brancos que violaram a sua ajuda". No parágrafo de abertura de seu artigo de opinião no New York Times, ela escreveu: "Tenho pele cor de estupro", e acrescentou: "Minha negritude marrom-clara é um testamento vivo das regras, das práticas e das causas do Velho Sul. "